# Liste der Staatsoberhäupter 788
Übersicht
◄◄ | ◄ | 784 | 785 | 786 | 787 | Liste der Staatsoberhäupter 788 | 789 | 790 | 791 | 792 | ► | ►►

Weitere Ereignisse

## Afrika
- Rustamiden
  - Imam: 'Abd al-Rahman ibn Rustam (778–788)
  - Imam: 'Abd al-Wahhab ibn 'Abd al-Rahman (788–824)

## Amerika
- Maya
  - Copán
    - Herrscher: Yax Pasaj Chan Yoaat (762–820)

  - Tikal
    - Herrscher: Yax Nuun Ayiin II. (768–794)

## Asien
- Bagan
  - König: Munlat (785–802)

- China
  - Kaiser: Tang Dezong (779–805)

- Iberien (Kartlien)
  - König: Aschot I. (786–830)

- Indien
  - Östliche Chalukya
    - König: Vishnuvardhana IV. (772–808)

  - Pala
    - König: Dharmapala (775–810)

  - Pallava
    - König: Thandi Varman (775–825)

  - Pandya
    - König: Parantaka Nedunjadaiyan (765–790)

  - Pratihara
    - König: Vatsaraja (775–805)

  - Rashtrakuta
    - König: Dhruva Dharavarsha (780–793)

- Japan
  - Kaiser: Kammu (781–806)

- Kaschmir
  - König: Jayapida (779–813)

- Korea
  - Balhae
    - König: Sejong Mun (738–794)

  - Silla
    - König: Weonseong (785–798)

- Kalifat der Muslime
  - Kalif: Hārūn ar-Raschīd (786–809)

- Nanzhao
  - König: Meng Yimouxun (779–808)

- Tibet
  - König: Thrisong Detsen (755–796)

## Europa
- Bulgarien
  - Khan: Kardam (777–803)

- Byzantinisches Reich
  - Kaiser: Konstantin VI. (780–797)

- England (Heptarchie)
  - East Anglia
    - König: Æthelberht II. (780–794)

  - Essex
    - König: Sigeric I. (ca. 760–798)

  - Kent
    - König: Offa (785–796)

  - Mercia
    - König: Offa (757–796)

  - Northumbria
    - König: Ælfwald I. (778/779–788)
    - König: Osred II. (788–790)

  - Wessex
    - König: Beorhtric (786–802)

- Fränkisches Reich
  - König: Karl der Große (768–814)
  - Grafschaft Toulouse
    - Graf: Chorso (778–790)

- Italien
  - Kirchenstaat
    - Papst: Hadrian I. (772–795)

  - Venedig
    - Doge von Venedig: Giovanni Galbaio (787–803)

- Schottland
  - Dalriada
    - König: Konstantin (781–820)

  - Strathclyde
    - König: Riderch II. (780–ca. 810)

  - Pikten
    - König: Conall mac Tagd (787–789)

- Spanien
  - Asturien
    - König: Mauregato (783–788)
    - König: Bermudo I. (788–791)

  - Emirat von Córdoba
    - Emir: Abd ar-Rahman I. (756–788)
    - Emir: Hischam I. (788–796)

- Wales
  - Gwynedd
    - König: Caradog ap Meirion (754–798)

  - Powys
    - Fürst: Cadell ap Brochfael (773–808)